# Fairphone 3
Fairphone 3和3+是Fairphone制造的触摸屏智能手机。这款手机采用了模块化、可维修式设计，并且“尽可能使用了来源负责、非冲突地区及回收材料进行构造”。这款产品于2019年9月3日开始销售。手机预装了Android 9 “Pie”操作系统。
这款手机配备Full HD+屏幕（2160 × 1080像素）、采用大猩猩玻璃、1200万像素后置摄像头、3,000mAh电池、64GB存储空间（支持microSD扩展）、高通骁龙632处理器、4GB内存、800万像素前置摄像头（Fairphone 3+上为1600万像素）、支持NFC和双SIM卡。Fairphone 3上市时的零售价为408英镑。
Fairphone 3+于2020年8月发布，前后摄像头和扬声器模块都得到了升级。这些摄像头模块与Fairphone 3兼容。然而，主要的音质提升来自于Fairphone 3+的新核心模块，由于这与IMEI相关，因此音质无法通过用户进行升级来改善。
Fairphone 3+搭载了Android 10系统，并且它所含的回收塑料比例增加到了40%。

## 道德制造和可持续材料
Fairphone 3“是在一家支付当地生活工资的工厂中制造的”。“其制造过程中使用的锡和钨均来自非冲突地区，黄金为公平贸易产品，铜和塑料均为可回收材料。”

## 模块化设计

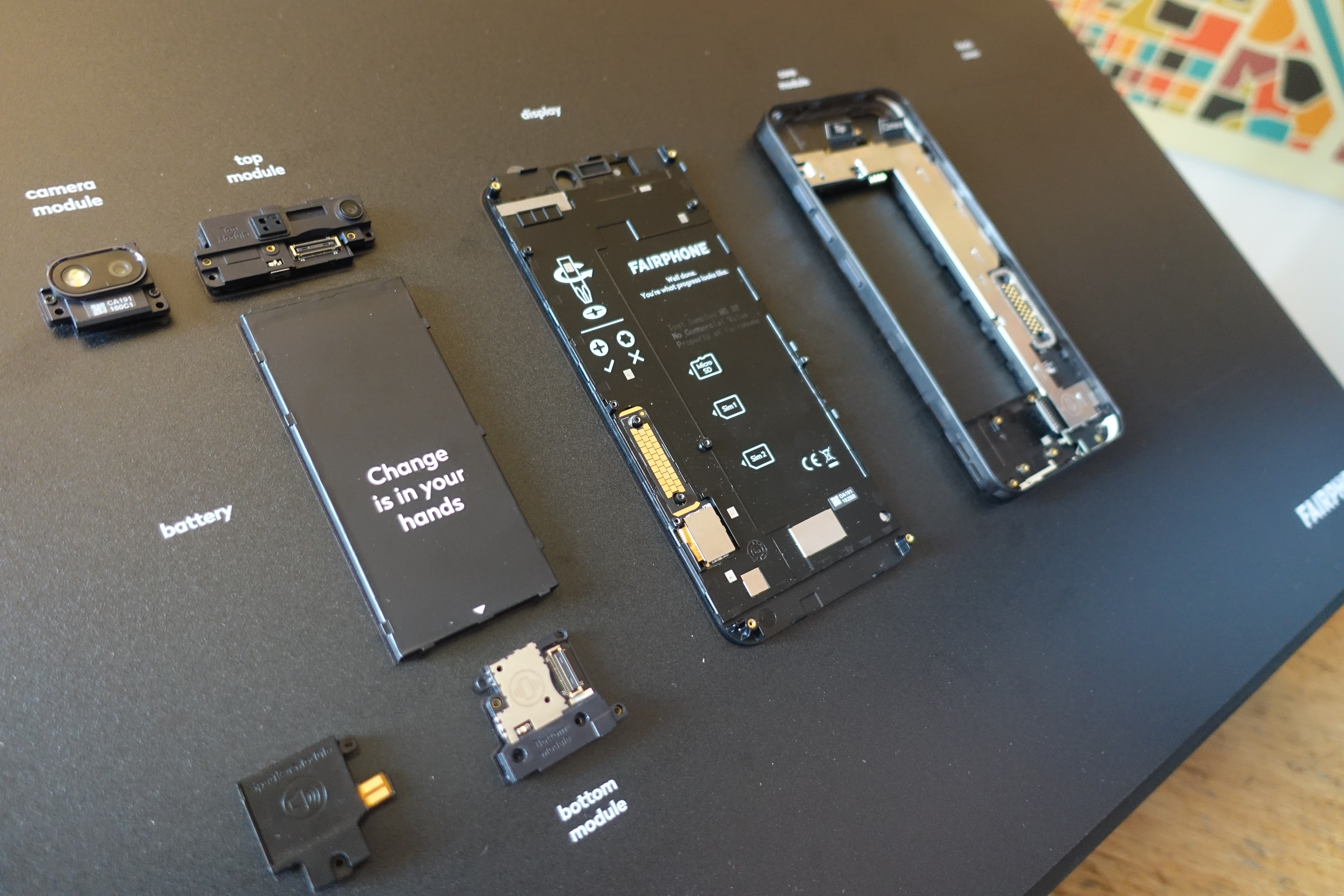
拆解展开后的Fairphone 3中各个模块

这款手机采用模块化设计，由七个模块构成，使其比大多数智能手机更容易维修。手机背壳无需工具即可拆卸。拆下背壳后，电池可以轻松取出并更换。使用普通的十字 #00螺丝刀即可轻松拆卸显示屏，各模块仅使用压入式插座固定。主板也可以轻松拆卸，上面装有芯片系统、内存和存储器。不过，主板上的各个组件无法轻易更换。

## 评价
索菲·查拉拉（Sophie Charara）在《连线》杂志上撰文称，这款手机的技术规格“几乎与Moto G7相同，后者是我们目前推荐的最佳平价手机”。她认为“选择一款合乎道德的手机的溢价首次降至200英镑以下”这一点“很重要”。
iFixit给这款手机可维修性评分是10分满分10分；10分表示最容易维修。

## Fairphone 3+
Fairphone 3+于2020年8月推出。它升级了前后摄像头、改进了音频、增加了所含回收塑料的比例（从9%增加到40%），并搭载了Android 10系统。后置摄像头拥有更大的传感器、智能场景检测和更高的动态范围。前置摄像头也配备了更大的传感器和更高的动态范围。新的摄像头和扬声器也可以作为模块单独购买，用于替换原始Fairphone 3中的部件。
然而，音频的改进不能仅通过升级扬声器模块实现。扬声器模块仅适用于后侧扬声器，只有在使用Fairphone 3+的新核心模块时，输出才会得到改善。